# John Edward Porter
Pour les articles homonymes, voir John Porter et Porter.
John Edward Porter, né le 1er juin 1935 à Evanston (Illinois) et mort le 3 juin 2022, est un homme politique américain, membre du Parti républicain et élu du dixième district congressionnel de l'Illinois à la Chambre des représentants des États-Unis de 1980 à 2001.

## Biographie
John Edward Porter est né à Evanston dans l'Illinois, Il a fait ses études dans les écoles publiques, et a ensuite fréquenté le Massachusetts Institute of Technology pendant un an, avant d'obtenir un Baccalauréat en sciences et un Baccalauréat en arts de l'Université Northwestern en 1957. Il a ensuite obtenu un master en droit de la University of Michigan Law School en 1961 et il a été admis au Barreau de l'Illinois la même année. Il a également servi dans l'Armée de réserve des États-Unis de 1958 à 1964.
John Edward Porter a servi deux ans dans le ministère américain de la Justice de 1961 à 1963. Il entre ensuite dans un cabinet privé à Evanston (Illinois), de 1963 à 1979. En même temps, il entre en politique, d'abord en devenant membre de l'Assemblée générale de l'Illinois de 1973 à 1979, puis en 1978 il tente de se faire élire à la Chambre des représentants des États-Unis ou il est battu par le représentant-sortant Abner Mikva. Lorsque Mikva démissionne du Congrès en 1979, Porter remporte l'élection partielle pour lui succéder. Il sera réélu en 1980, 1982, 1984, 1986, 1988, 1990, 1992, 1994, 1996 et 1998. Au total il servira plus de vingt années à la Chambre des représentants.
John Edward Porter était un républicain modéré, il a servi en tant que coprésident du Congressional Human Rights Caucus et il a supervisé les crédits budgétaires pour le National Institutes of Health.
Il a été associé au cabinet d'avocats Hogan & Hartson, et a servi en tant que président du Conseil consultatif du First Focus.

## Source
- (en) Cet article est partiellement ou en totalité issue d'une traduction de l'article Wikipédia en anglais intitule « en:John Edward Porter ».